# Bátorliget
Bátorliget (ungerska: Porháza Tanya, Aporháza, Aporliget) är en ort i Ungern.   Den ligger i provinsen Szabolcs-Szatmár-Bereg, i den östra delen av landet, 240 km öster om huvudstaden Budapest. Bátorliget ligger 131 meter över havet och antalet invånare är 735.
Terrängen runt Bátorliget är platt, och sluttar österut. Runt Bátorliget är det ganska glesbefolkat, med 50 invånare per kvadratkilometer. Närmaste större samhälle är Nyírbátor, 13,0 km nordväst om Bátorliget. Omgivningarna runt Bátorliget är en mosaik av jordbruksmark och naturlig växtlighet.